# Região Metropolitana da Baixa Mogiana
A Região Metropolitana da Baixa Mogiana é uma proposta de criação de uma nova região metropolitana que seria composta por cerca de 20 municípios paulistas. Atualmente a região metropolitana está em discussão entre os prefeitos da região.

## Municípios
A proposta é de que mais de 20 municípios estarão unidos no projeto, porém, como ainda apenas seis estão participando das primeiras reuniões, estes são os que constam na lista.
| Município              | Área (km²) | População (2021) | IDH/2010   | PIB em R$ (2019) | PIB per capita em R$ (2019) | Ref.  |
| ---------------------- | ---------- | ---------------- | ---------- | ---------------- | --------------------------- | ----- |
| Engenheiro Coelho      | 109,941    | 21.712           | 0,792 alto | R$ 214 milhões   | R$ 25.567,45                | [ 2 ] |
| Estiva Gerbi           | 74,144     | 11.507           | 0,740 alto | R$ 194 milhões   | R$ 28.196,30                | [ 3 ] |
| Itapira                | 518,416    | 75.683           | 0,762 alto | R$ 1,7 bilhão    | R$ 51.107,82                | [ 4 ] |
| Mogi Guaçu             | 812,753    | 154.146          | 0,774 alto | R$ 5 bilhões     | R$ 37.802,36                | [ 5 ] |
| Mogi Mirim             | 497,708    | 94.098           | 0,784 alto | R$ 2,7 bilhões   | R$ 50.482,71                | [ 6 ] |
| Santo Antônio de Posse | 154,133    | 23.742           | 0,79 alto  | R$ 344 milhões   | R$ 50.528,55                | [ 7 ] |
| Total                  | 2.167,095  | 380.888          | —          | R$ 10,1 bilhões  | —                           |       |